# Zygia lehmannii
Espèce
Synonymes
- Pithecellobium lehmannii Harms[1]
- Pithecolobium lehmannii Harms[1]

Statut de conservation UICN

 EN B1+2c : En danger
Zygia lehmannii est une espèce de plantes à fleurs du genre Zygia et de la famille des Fabaceae, originaire de Colombie.